# Référendum constitutionnel guinéen de 2001
Le référendum constitutionnel guinéen de 2001 a lieu le 11 novembre 2001 en Guinée afin que la population se prononce sur l'adoption d'une nouvelle constitution supprimant notamment la limite de mandat présidentiel, et étendant la durée de ces derniers de cinq à sept ans.
La nouvelle constitution est approuvée à une écrasante majorité des votants, plus de 98 % d'entre eux votant en faveur du projet, pour une participation d'un peu plus de 87 % malgré les appels au boycott de l'opposition.

## Résultats
| Choix                     | Votes     | %     |
| ------------------------- | --------- | ----- |
| Pour                      | 3 644 653 | 98,36 |
| Contre                    | 60 769    | 1,64  |
|                           |           |       |
| Votes valides             | 3 705 422 | 98,59 |
| Votes blancs et invalides | 52 968    | 1,41  |
| Total                     | 3 758 390 | 100   |
| Abstention                | 3 327 382 | 12,80 |
| Inscrits/Participation    | 4 310 081 | 87,20 |

Approuvez vous la nouvelle constitution ?
| Pour 3 644 653 (98,36 %) |
| ▲                        |
| Majorité absolue         |